# Blonde Redhead
Blonde Redhead ist eine US-amerikanische Dream-Pop-Band aus New York.

## Geschichte
Die Band wurde 1993 in New York von den Kunststudenten Kazu Makino (Gesang / Gitarre) und Maki Takahashi (Bass) aus Kyōto und den italienischen Zwillingsbrüdern Simone (Schlagzeug) und Amedeo Pace (Gesang / Gitarre) gegründet. Benannt haben sie ihre Band nach einem Song der No-Wave-Band DNA von Arto Lindsay. Ihr erstes Album Blonde Redhead wurde von Sonic-Youth-Schlagzeuger Steve Shelley produziert und erschien auf Smells Like Records, kurz nach der Veröffentlichung verließ Takahashi die Band. Für die Aufnahmen des Albums Fake Can Be Just as Good spielte 1997 Vern Rumsey von Unwound den Bass ein, das Album Melody of Certain Damaged Lemons aus dem Jahr 2000 wurde wieder als Trio aufgenommen.
Nach einer mehrjährigen Pause, bedingt durch einen Reitunfall Makinos, veröffentlichten Blonde Redhead im Jahr 2004 das bisher kommerziell erfolgreichste Album Misery Is a Butterfly beim Independent-Label 4AD. Bei 4AD erschienen in der Folgezeit auch die Alben 23 (2007) und Penny Sparkle (2010).
Ihr Titel For the Damaged Coda wurde in der ersten und dritten Staffel der Zeichentrickserie Rick and Morty verwendet. Da die Melodie immer dann auftaucht, wenn sich der Charakter "Evil Morty" (eine böse Version einer der beiden Hauptfiguren) als Drahtzieher hinter der jeweiligen Episode entpuppt, gilt sie als Erkennungsmelodie der Figur.

## Diskografie

### Alben
- Blonde Redhead (1995; Smells Like Records)
- La Mia Vita Violenta (1995; Smells Like Records)
- Fake Can Be Just as Good (1997; Touch and Go)
- In an Expression of the Inexpressible (1998; Touch and Go)
- Melody of Certain Damaged Lemons (2000; Touch and Go)
- Misery Is a Butterfly (2004; 4AD)
- 23 (2007; 4AD)
- Penny Sparkle (2010; 4AD)
- The Dungeon Masters (2011; Standard Pictures)
- Barragán (2014; Blonde Redhead)
- Sit Down for Dinner (2023; Pias/Partisan Records (Rough Trade))

### Kompilationen
- Blonde Redhead / La Mia Vita Violenta (1999; Smells Like Records)
- For the Damaged Coda (2000; Blonde Redhead)
- Masculin Féminin (2016; Numero Group)
- Freedom of Expression on Barragán (2016; Blonde Redhead)

### Singles und EPs
- Amescream / Big Song (1993; Oxo Records)
- Blonde Redhead / Sammy (1994; Misha Records)
- Vague / Jet Star (1994; Smells Like Records)
- Flying Douglas (1995; Rough Trade)
- 10 Feet High / Valentine (1995; Smells Like Records)
- Symphony of Treble / Kasuality (1997; Touch and Go)
- Slogan / Limited Conversation (1998; Touch and Go)
- Mélodie Citronique (2000; Touch and Go)
- Equus (2004; 4AD)
- Elephant Woman (2004; 4AD)
- The Secret Society of Butterflies (2005; 4AD)
- Spring and by Summer Fall (2007; 4AD)
- Silently (2007; 4AD)
- 23 (2007; 4AD)
- Signs Along the Path (2007; 4AD)
- Not Getting There (2010; 4AD)
- Here Sometimes (2010; 4AD)
- Blonde Redhead Remixes (2011; 4AD)
- Dripping (2014; Blonde Redhead)
- Peel Sessions (2016; Numero Group)
- Lele Sacchi vs Blonde Redhead - You're Only (2016; Rebirth)
- 3 O'Clock (2017; Ponderosa Music & Art)